# Horncastle
Horncastle – miasto i civil parish w Anglii w hrabstwie Lincolnshire, w dystrykcie East Lindsey. Leży 29 km od Lincoln i 188.6 km od Londynu.
W 2011 roku civil parish liczyła 6815 mieszkańców. Horncastle jest wspomniana w Domesday Book (1086) jako Hornecastre.
Najważniejsze zabytki:
- Kościół św. Marii